# La máquina CE, modelo número uno
La máquina CE, modelo número uno (en ruso: Mašina “ES” model' n. 1) es un cuento corto de ciencia ficción escrito en 1959 por el físico Anatoly Dneprov.

## Argumento
El protagonista de este relato cuenta su experiencia con una máquina cibernética diseñada para cálculos financieros. En un principio el protagonista le pide a la máquina tareas que le permite amasar una pequeña fortuna. Es por ello que a medida que los diferentes pedidos son resueltos de forma exitosa decide ganar una gran suma de dinero. Es al hacer este último pedido a la máquina que el protagonista se encuentra con un resultado inesperado.